# Pieszyce Północne
Pieszyce Północne – nieczynna stacja kolejowa w Pieszycach, w województwie dolnośląskim, w Polsce. Obecnie nie ma niej peronów.